# Wilson Pérez
Wilson Enrique Pérez Pérez (Barranquilla, 9 de agosto de 1967) es un exfutbolista colombiano que jugaba de defensa.

## Selección Colombia
Pérez jugó tres partidos en los Bolivarianos de 1985, 5 en el Sudamericano Sub-20 de 1987 en el que Colombia quedó campeón (anotó 2 goles), 3 partidos en el Mundial Juvenil de 1987, 28 partidos amistosos y marcó 2 goles, y 11 partidos de Copa América (1989-93). Disputó 14 partidos de Eliminatorias y marcó 1 gol, y 3 partidos en el Mundial de 1994. También disputó las Eliminatorias para Francia 1998, jugando sólo dos partidos, los cuales serían en la primera fecha y la última fecha de aquellas eliminatorias. En total jugó 47 partidos internacionales y marcó tres goles con la Selección Colombia, y tras no participar en el Mundial de 1998 se retiraría de la selección.

### Participaciones enEliminatorias al Mundial
| Eliminatoria                          | Sede del Mundial       | Posición                                                  | Resultado   | PJ | GA | Asis |
| ------------------------------------- | ---------------------- | --------------------------------------------------------- | ----------- | -- | -- | ---- |
| Eliminatorias Mundial de Italia 1990  | Italia                 | 1°lugar 6pts Grupo 2 (Ganador Repechaje Intercontinental) | Clasificado | 3  | 0  | 0    |
| Eliminatorias Mundial de USA 1994     | Estados Unidos         | 1°lugar 10pts Grupo A                                     | Clasificado | 6  | 1  | 1    |
| Eliminatorias Mundial de Francia 1998 | Francia                | 3°lugar 28pts                                             | Clasificado | 2  | 0  | 0    |
| Total en Eliminatorias                | Total en Eliminatorias | Total en Eliminatorias                                    | 3/3         | 11 | 1  | 1    |

### Participaciones enCopas del Mundo
| Mundial                     | Sede                     | Resultado                | PJ | GA | Asis |
| --------------------------- | ------------------------ | ------------------------ | -- | -- | ---- |
| Copa Mundial Sub-20 de 1987 | Chile                    | Fase de grupos           | 3  | 0  | 0    |
| Mundial de USA 1994         | Estados Unidos           | Fase de grupos           | 3  | 0  | 1    |
| Total en Copas del Mundo    | Total en Copas del Mundo | Total en Copas del Mundo | 6  | 0  | 1    |

### Participaciones enCopas América
| Torneo                 | Sede                   | Resultado              | PJ | GA | Asis |
| ---------------------- | ---------------------- | ---------------------- | -- | -- | ---- |
| Copa América 1989      | Brasil                 | Fase de grupos         | 4  | 0  | 1    |
| Copa América 1993      | Ecuador                | Tercer lugar           | 5  | 0  | 0    |
| Total en Copas América | Total en Copas América | Total en Copas América | 9  | 0  | 1    |

### Goles internacionales
| # | Fecha                 | Lugar                                         | Rival             | Gol | Resultado | Competición                |
| - | --------------------- | --------------------------------------------- | ----------------- | --- | --------- | -------------------------- |
| 1 | 29 de agosto de 1993  | Estadio Metropolitano, Barranquilla, Colombia | Perú              | 4-0 | 4-0       | Clasificación Mundial 1994 |
| 2 | 20 de febrero de 1994 | Estadio Joe Robbie, Miami, Estados Unidos     | Bolivia           | 2-0 | 2-0       | Amistoso internacional     |
| 3 | 3 de junio de 1994    | Estadio Foxboro, Boston, Estados Unidos       | Irlanda del Norte | 1-0 | 2-0       | Amistoso internacional     |

## Clubes
| Club                   | País     | Periodo   |
| ---------------------- | -------- | --------- |
| Junior                 | Colombia | 1987-1989 |
| América de Cali        | Colombia | 1990-1997 |
| Deportivo Unicosta     | Colombia | 1997      |
| Independiente Medellín | Colombia | 1998      |
| América de Cali        | Colombia | 1999      |
| Independiente Medellín | Colombia | 2000      |
| Millonarios            | Colombia | 2000      |
| Junior                 | Colombia | 2001      |
| Deportes Quindío       | Colombia | 2004-2005 |

## Palmarés

### Torneos nacionales
| Título           | Club            | País     | Año  |
| ---------------- | --------------- | -------- | ---- |
| Primera División | América de Cali | Colombia | 1990 |
| Primera División | América de Cali | Colombia | 1992 |

### Torneos internacionales
| Título              | Club                  | País     | Año  |
| ------------------- | --------------------- | -------- | ---- |
| Sudamericano Sub-20 | Selección de Colombia | Colombia | 1987 |
| Copa Merconorte     | América De Cali       | Colombia | 1999 |

## Problemas legales
En 2001 fue condenado a cuatro años de prisión por tráfico de cocaína. La Sala Penal del Tribunal Superior de Barranquilla ordenó ayer al Juzgado Tercero Penal del Circuito que librara las órdenes de captura al DAS, Sijín y CTI.
La decisión contra el futbolista obedece a que la sala de casación de la Corte Suprema de Justicia, no consideró necesario analizar el recurso que el abogado de Pérez interpuso contra la sentencia del Tribunal barranquillero. Además de la condena, los magistrados le ordenan al deportista pagar una multa equivalente a diez salarios mínimos mensuales.
En cuanto se haga efectiva la captura, el jugador deberá ser remitido a la Cárcel Nacional Modelo, precisa la providencia judicial.
Los líos de Pérez se registraron el 16 de octubre de 1995 en el aeropuerto Ernesto Cortissoz de Barranquilla, cuando pretendía abordar un vuelo con destino a Cali con dos revistas que ocultaba 171 gramos de cocaína. La Sala Penal del Tribunal Superior de Barranquilla lo condenó a "4 años y dos meses de prisión".